# Uranus-Gletscher
Der Uranus-Gletscher ist ein 32 km langer und bis zu 10 km breiter Gletscher an der Ostküste der Alexander-I.-Insel westlich der Antarktischen Halbinsel. Er fließt in östlicher Richtung zum George-VI-Sund, den er unmittelbar südlich des Fossil Bluff erreicht.
Erstmals gesichtet wurde er möglicherweise durch den US-amerikanischen Polarforscher Lincoln Ellsworth, der bei einem Überflug am 23. November 1935 Teile der betreffenden Küste fotografierte. Teilnehmer der British Graham Land Expedition (1934–1937) kartierten im Jahr 1936 grob das Mündungsgebiet des Gletschers. Weitere Vermessungen nahm der Falkland Islands Dependencies Survey zwischen 1948 und 1949 vor. Die gänzliche Kartierung erfolgte 1960 durch den britischen Geographen Derek Searle mittels Luftaufnahmen, die bei der Ronne Antarctic Research Expedition (1947–1948) entstanden sind. Das UK Antarctic Place-Names Committee benannte den Gletscher 1955 nach dem Planeten Uranus.